# Nuova Guinea
La Nuova Guinea è un'isola situata nell'Oceano Pacifico; è parte dell'Oceania ed è prossima all'arcipelago malese. Seconda isola per estensione al mondo (785753 km²) dopo la Groenlandia, è divisa politicamente sul 141º meridiano est, tra lo stato della Papua Nuova Guinea e le province di Papua e Papua Occidentale parte dell'Indonesia, che dal 2022 sono suddivise in 6 province.

## Nome
L'isola è stata conosciuta con vari nomi.
Il nome Papua era usato per riferirsi a parti dell'isola prima del contatto con l'Occidente. La sua etimologia non è chiara; una teoria afferma che derivi dal tidore, la lingua usata dal sultanato di Tidore. Una spedizione del sultano di Tidore, con Sahmardan, Sangaji di Patani e Gurabesi, riuscì a conquistare alcune aree della Nuova Guinea che fu poi riorganizzata in Korano Ngaruha o Raja Ampat (lett. i "Quattro Re"), Papoua Gam Sio (lett. "la Papua dei 9 Negeri", negeri significando "paesi"), e Mafor Soa Raha (lett. Biak "4 Soa"). Il nome deriva dalle parole papo ("unire") e ua (negazione), che significa "non unito" o "territorio che geograficamente è lontano" (e quindi non completamente integrato a Tidore propriamente detto).
Il geografo francese Grégoire Louis Domeny de Rienzi scrive di aver proposto nel 1826 di chiamare "Papouasie" la Nuova Guinea.
Anton Ploeg riferisce che si dice spesso che la parola papua derivi dalla parola malese papuah o pua-pua, che significa "capelli crespi", riferendosi ai capelli molto ricci degli abitanti di queste aree. Un'altra possibilità, avanzata da Sollewijn Gelpke nel 1993, è che derivi dalla locuzione Biak sup i papwa, che significa "la terra sotto [il tramonto]", e si riferisca alle isole ad ovest della Testa d'Uccello, fino ad Halmahera. Il nome Papua finì per essere associato a questa zona, e più in particolare ad Halmahera, che era nota ai portoghesi con questo nome durante l'era della loro colonizzazione in questa parte del mondo.
Quando i primi esploratori portoghesi e spagnoli arrivarono sull'isola attraverso le Isole delle Spezie, chiamarono Papua anche la grande isola. Tuttavia, gli occidentali, a cominciare dall'esploratore spagnolo Yñigo Ortiz de Retez nel 1545, usarono il nome Nuova Guinea, riferendosi alle somiglianze delle caratteristiche delle popolazioni indigene con quelle dei nativi della regione della Guinea africana. Il nome è uno dei tanti toponimi che condividono etimologie simili, che in ultima analisi significano "terra dei neri" o significati simili, in riferimento alla pelle scura dei nativi.
Gli olandesi, che arrivarono più tardi sotto Jacob Le Maire e Willem Schouten, la chiamarono isola di Schouten. Successivamente usarono questo nome solo per riferirsi alle isole al largo della costa settentrionale della Papua vera e propria, le isole Schouten o l'isola di Biak. Quando gli olandesi colonizzarono quest'isola come parte delle Indie orientali olandesi, la chiamarono Nieuw Guinea.
Il nome Irian era usato nella lingua indonesiana per riferirsi all'isola e alla provincia indonesiana, come provincia di Irian Barat (Irian occidentale) e successivamente provincia di Irian Jaya. Il nome Irian era stato suggerito durante una riunione del comitato tribale a Tobati, Jayapura, formato da Soegoro Atmoprasojo sotto il governatore olandese JPK van Eechoed, per decidere di un nuovo nome a causa dell'associazione spesso negativa di Papua. Frans Kaisiepo, il capo del comitato, suggerì il nome dai miti di Mansren Koreri, Iri-an dalla lingua Biak dell'isola di Biak, che significa "terra calda" in riferimento al clima caldo locale, ma anche da Iryan che significa processo riscaldato come metafora di una terra che sta entrando in una nuova era. In Serui Iri-an (lett. "nazione-terra") significa "pilastro della nazione", mentre in Merauke Iri-an (lett. "nazione posta più in alto") significa "spirito ascendente" o "salire". Il nome fu promosso nel 1945 da Marcus Kaisiepo, fratello di Frans Kaisiepo. Il nome fu in seguito politicizzato e contestato. Il nome Irian è stato utilizzato fino al 2001, quando Papua è stato nuovamente utilizzato per l'isola e la provincia indonesiana. Il nome Irian, originariamente preferito dai nativi, è considerato ora un nome imposto dall'autorità di Jakarta.

## Geografia
L'isola è situata a nord dell'Australia da cui è separata dal mar degli Alfuri, dal mar dei Coralli e dallo stretto di Torres. È situata ad est delle Molucche che appartengono all'Indonesia. A nord è bagnata dall'oceano Pacifico e ad est dal mar di Bismarck e dal mar delle Salomone. Il territorio è attraversato orizzontalmente da una sequenza continuativa di rilievi montuosi, anche di altezza non trascurabile, comprendente vulcani tuttora attivi (monte Wilhelm 4509 m, monte Bangeta 4121 m, monte Victoria 4036 m, monte Capella 3993 m, vulcano Ulawun 2300 m, vulcano Manam 1829 m), suddivisa tra i Monti Maoke (sezione occidentale), Cordigliera centrale (sezione centrale), Monti Bismarck (sezione centro-orientale) e Monti Owen Stanley (sezione estremo-orientale), e da quattro fiumi principali diramantisi dal centro montuoso dell'isola verso il mare: Mamberamo (nord / nord-ovest), Sepik (nord / nord-est), Fly (sud / sud-est), Digul (sud / sud-ovest). Il clima è di tipo equatoriale o più spesso subequatoriale in tutto il territorio.

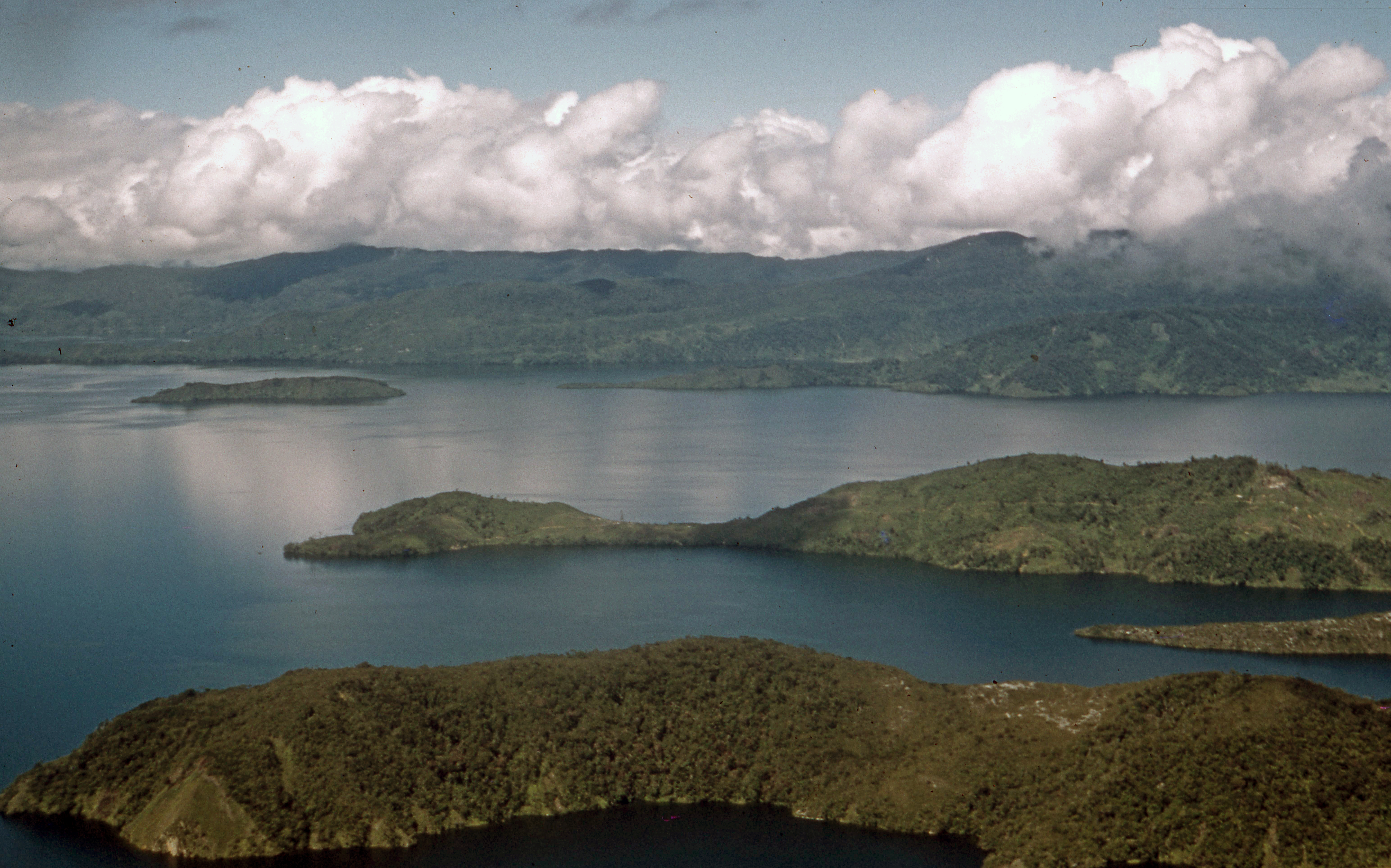
Coste della Nuova Guinea Occidentale

### Catene montuose
- Monti Bismarck
- Monti Owen Stanley
- Monti Maoke
- Monti Sudirman
- Monti Jayawijaya
- Cordigliera centrale (Monti d'Albertis)

### Montagne
- Bangeta (4121 m)
- Bosavi (2895 m)
- Capella (3993 m)
- Giluwe (4368 m)
- Gumung Kwoka (3000 m)
- Gumung Umsini (2970 m)
- Puncak Jaya (4884 m)
- Puncak Mandala (4700 m)
- Puncak Trikera (4750 m)
- Suckling (3676 m)
- Victoria (4036 m)
- Monte Wilhelm (4509 m)

### Mari
La Nuova Guinea è bagnata dai seguenti mari:
- Mar dei Coralli
- Mar delle Salomone
- Mar di Ceram
- Mar di Halmahera
- Mar degli Alfuri
- Mar di Bismarck

### Fiumi
Fiumi della Nuova Guinea:
- Digul
- Fly
- Kikori
- Memberamo
- Ok Tedi
- Palau
- Purari
- Ramu
- Sepik
- Strickland
- Tariku
- Taritatu

### Laghi
Laghi della Nuova Guinea:
- Murray
- Kutubu

## Ambiente
La Nuova Guinea, con una superficie di circa 786000 km², pari a circa lo 0,5% della superficie terrestre, possiede una biodiversità impressionante, non paragonabile a nessuna altra area del mondo.

### Flora

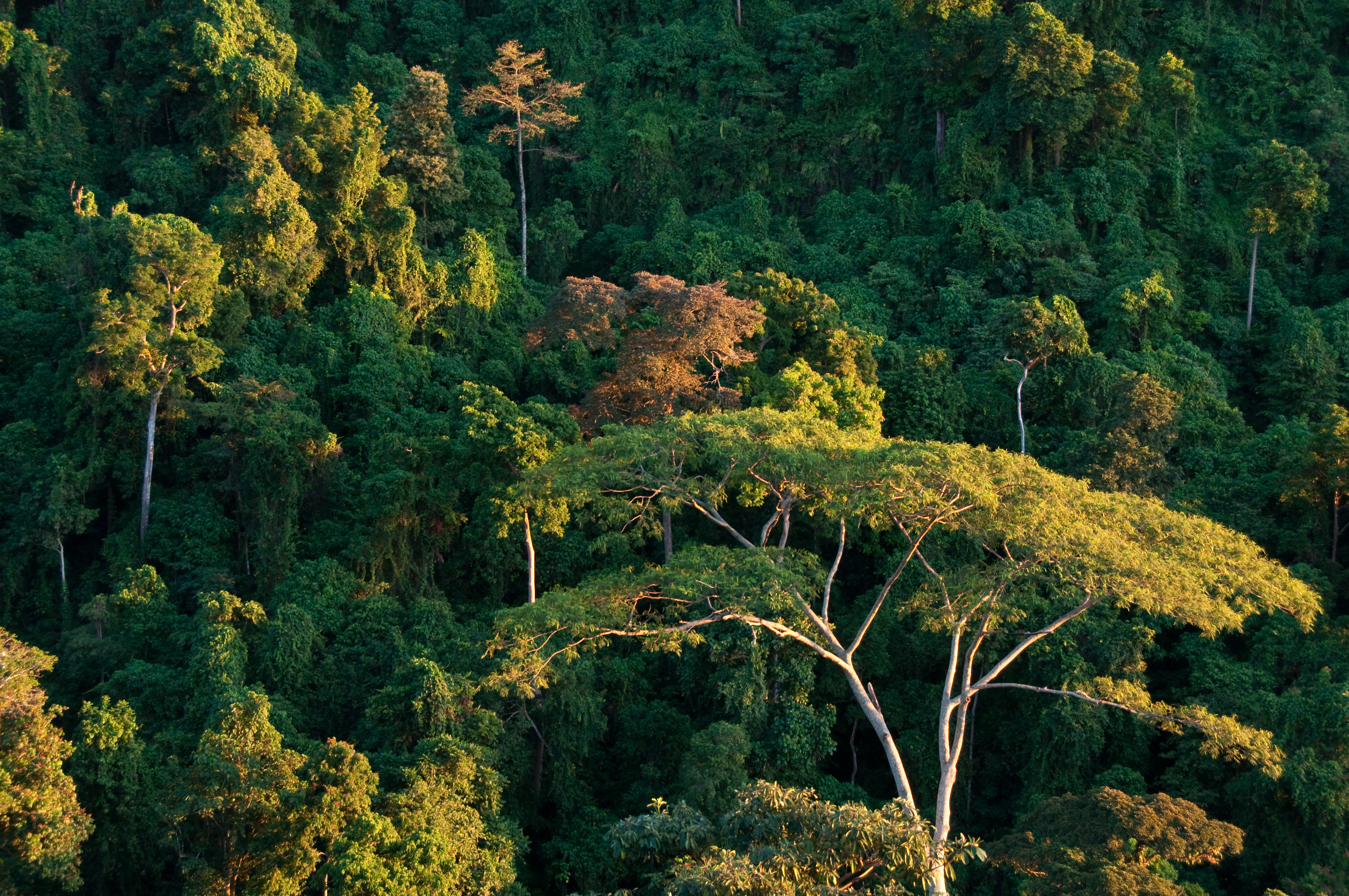
Alberi d'alto fusto nella PNG, 2010

La Nuova Guinea è l’isola tropicale più grande del mondo e ha affascinato i naturalisti per secoli. Sede di alcuni degli ecosistemi meglio conservati del pianeta e di gradienti ecologici intatti, dalle mangrovie alle praterie alpine tropicali, che non hanno eguali nella regione Asia-Pacifico, è un centro riconosciuto a livello mondiale di diversità biologica e culturale. Tuttavia, poiché i ricercatori hanno lavorato per lo più in modo indipendente l'uno dall'altro, rimane una grande incertezza sul numero esatto di specie vegetali, con stime molto contrastanti. Uno studio pubblicato nel 2020 ha portato alla costruzione della prima lista di controllo verificata delle piante vascolari della Nuova Guinea continentale e delle isole circostanti, di cui si è a conoscenza. Questa lista comprende 13.634 specie (68% endemiche), 1.742 generi e 264 famiglie, suggerendo che la Nuova Guinea è l'isola più floristicamente diversa del mondo.

### Fauna
La fauna della Nuova Guinea comprende un grande numero di specie di mammiferi, rettili, uccelli, pesci, anfibi e animali invertebrati. Anche se occupa solo lo 0,5% delle terre emerse contiene un'alta percentuale della biodiversità del pianeta. Circa 4 642 specie di vertebrati sono presenti sull'isola o nelle acque che la circondano, costituendo circa l'8% delle specie nel mondo. Uno degli uccelli più presenti nello Stato è l'Ambliornite. Le specie più note sono il casuario e gli uccelli del paradiso. I mammiferi dell'isola appartengono alle sottoclassi dei marsupiali e dei monotremi ma ci sono anche roditori e chiropteri placentati endemici. Il cinghiale e il cane canoro della Nuova Guinea sono stati probabilmente introdotti dagli austronesiani.
Il numero totale di specie di invertebrati non è certo, ma si contano 735 specie di farfalle che rappresentano il 4,2% del totale mondiale (17 500 specie).

### Ecoregioni
La Nuova Guinea fa parte della Regione australasiana e comprende un'ampia gamma di ecoregioni appartenenti a 4 diversi tipi di habitat.
Foresta pluviale tropicale

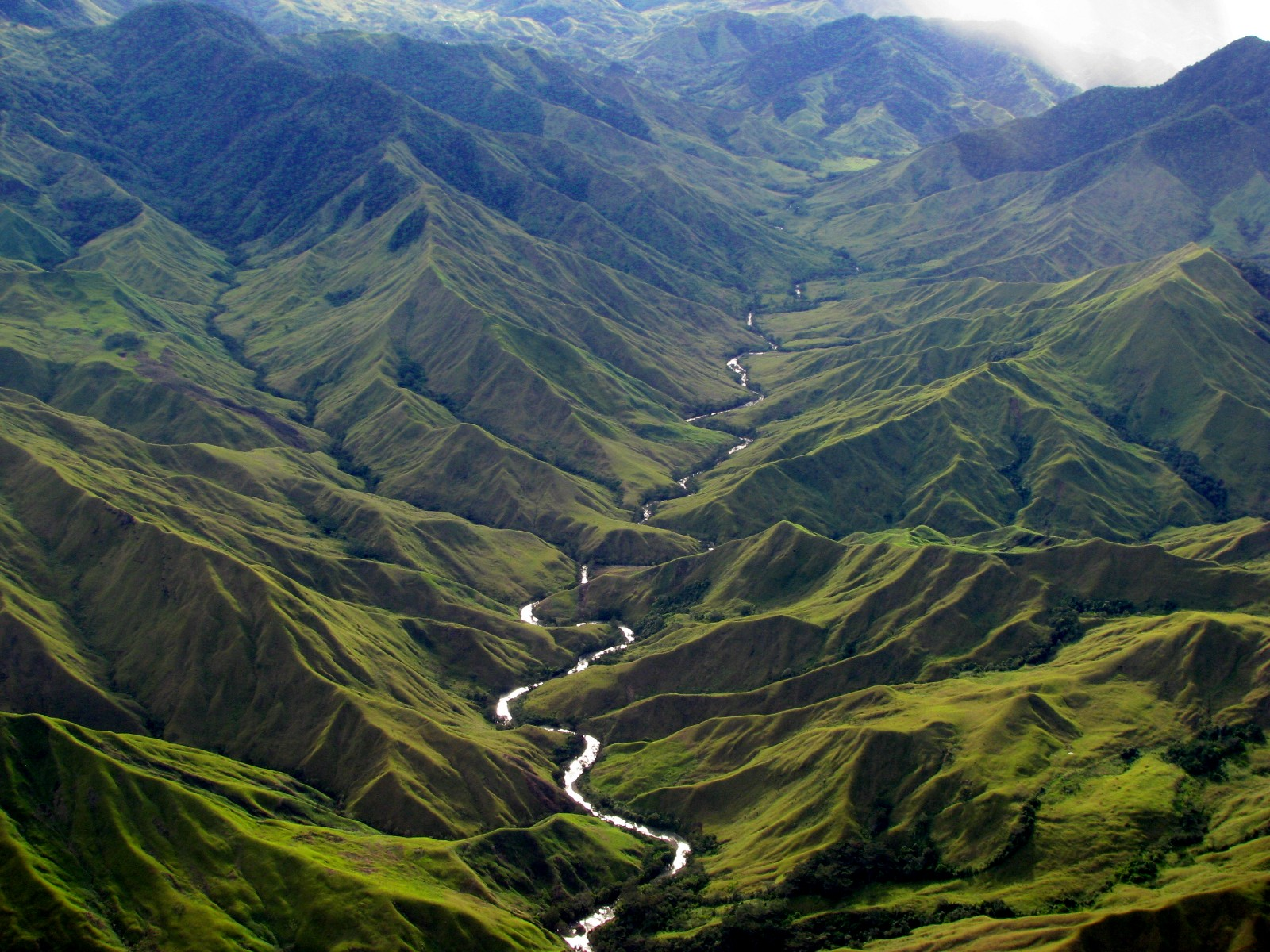
Foreste pluviali in Milne Bay

- Foreste pluviali montane della Cordigliera Centrale
- Foreste pluviali montane della penisola di Huon
- Foreste pluviali di pianura e paludose della Nuova Guinea settentrionale
- Foreste pluviali montane della Nuova Guinea settentrionale
- Foreste pluviali della Nuova Guinea sud-orientale
- Foreste paludose della Nuova Guinea meridionale
- Foreste pluviali montane del Vogelkop
- Foreste pluviali di pianura del Vogelkop e delle isole Aru
- Foreste pluviali di pianura della Nuova Guinea meridionale

Praterie, savane e macchie tropicali e subtropicali
- Savana e praterie del fiume Fly

Praterie e boscaglie montane
- Praterie subalpine della Catena Centrale

Mangrovie
- Mangrovie della Nuova Guinea

Ecoregioni globali
Ci sono inoltre alcune regioni considerate prioritarie per la conservazione e per questo inserite nella lista Global 200 del WWF.
- Foreste delle pianure del sud della Nuova Guinea
- Foreste montane della Nuova Guinea

## Storia

Il continente di Sahul prima che l'innalzamento dell'oceano dividesse l'Australia e la Nuova Guinea dopo l'ultima era glaciale.

I primi abitanti della Nuova Guinea (popoli indigeni della Nuova Guinea), da cui probabilmente discendono gli abitanti attuali, si adattarono alla gamma delle ecologie e svilupparono una delle prime agricolture conosciute. I resti di questo sistema agricolo, sotto forma di antichi sistemi di irrigazione negli altopiani della Nuova Guinea, sono oggetto di studio da parte degli archeologi. La ricerca indica che gli altopiani erano un centro agricolo antico e indipendente, con prove di irrigazione che risalgono ad almeno 10.000 anni fa. I tumuli costruiti per piantare piante intolleranti all'acqua come banane, canna da zucchero e taro risalgono a circa 6.500 anni fa. Con tutta probabilità i loro primi tentativi di agricoltura risalgono al 10.000 a.C., con la coltivazione del taro; l'allevamento, soprattutto suino, di poco posteriore. La canna da zucchero era dunque già coltivata in Nuova Guinea intorno al 6000 aC.
Ci sono prove che i giardinieri della Nuova Guinea abbiano inventato la rotazione delle colture ben prima degli europei occidentali. Una caratteristica unica della permacultura della Nuova Guinea è la silvicoltura di Casuarina oligodon, un albero nativo di ironwood alto e robusto, adatto all'uso per legname e combustibile, con noduli radicali che fissano l'azoto. Gli studi sui pollini mostrano che è stato adottato durante un antico periodo di estrema deforestazione.
Gli storici ritengono dunque che almeno 50 000 anni fa la Nuova Guinea fosse già abitata da popolazioni umane, affini a quelle poi insediatesi progressivamente nell'Oceania vicina; gli attuali papuani sono stati considerati a torto come degli Australoidi o Melanesiani, per i loro tratti somatici, sulla base di false teorie razziali, di cui il nome datogli di "Nuova" Guinea.
In millenni più recenti, una nuova ondata di abitanti è arrivata sulle coste della Nuova Guinea. Questi erano i popoli austronesiani, che si erano diffusi da Formosa, attraverso il sud-est asiatico, colonizzando molte delle isole lungo la loro rotta. Gli austronesiani avevano una tecnologia e abilità estremamente adatte ai viaggi oceanici e le persone che parlano le lingue austronesiane sono presenti lungo gran parte delle zone costiere e delle isole della Nuova Guinea. Hanno anche introdotto maiali/cinghiali e cani canori. Questi migranti austronesiani sono considerati gli antenati della maggior parte delle persone nel sud-est asiatico insulare, da Sumatra e Giava a Borneo e Sulawesi, così come la costa della Nuova Guinea.

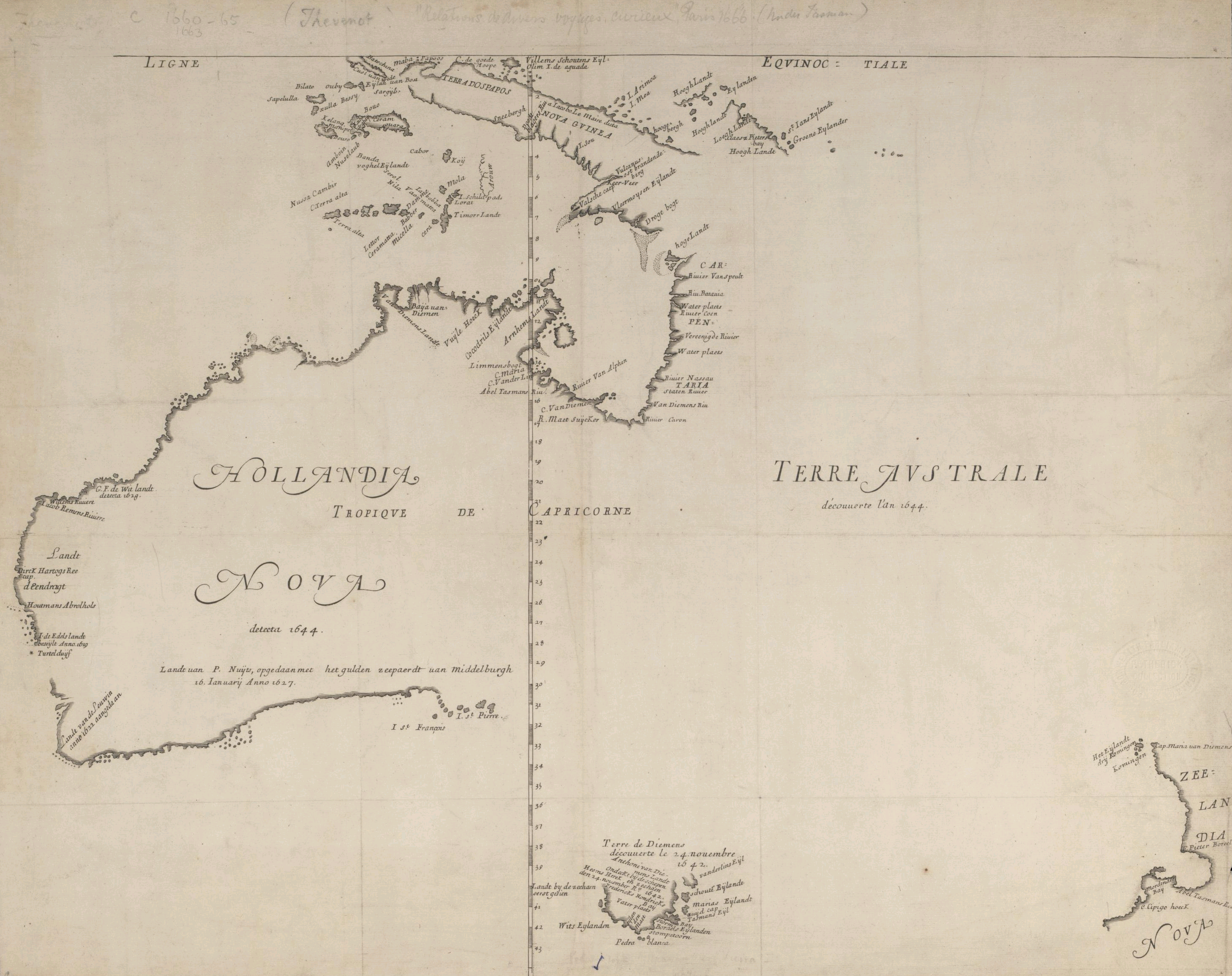
Mappa di Melchisédech Thévenot, 1644.

Il primo contatto con l'Europa avvenne probabilmente tra il 1526 e il 1527 quando l'esploratore portoghese Jorge de Meneses battezzò questo luogo Ilhas dos Papuas ("isole dei capelli crespi"). Per vari secoli quest'isola così grande e inquietante non venne presa in considerazione dalle potenze coloniali europee, fatta eccezione per le Province Unite. Gli attuali Paesi Bassi rivendicarono la sovranità sulla Nuova Guinea all'interno delle Indie orientali olandesi attraverso il suo dominio sul sultanato di Tidore. Nell'anno 1600,  venne realizzata la prima mappa dell'isola a nostra conoscenza da F. Hoeiu. Nel 1660, la Vereenigde Oostindische Compagnie (VOC) concluse un trattato con questo sultanato, riconoscendo la sua autorità sui papuani, come protettorato. Questo probabilmente si riferiva ad alcune isole papuane vicine alle Molucche. Nel 1828 ebbe luogo una spedizione olandese motivata sia politicamente che con l'obiettivo di condurre ricerche scientifiche. Fort Du Bus, il primo insediamento europeo in Nuova Guinea, è stato fondato sulla costa meridionale come postazione amministrativa a Triton Bay, dal nome della corvetta su cui viaggiava la spedizione. La fortezza fu soppressa nel 1836. Nel 1872 Tidore riconobbe la sovranità del Regno dei Paesi Bassi e li autorizzò a stabilire l'amministrazione nei suoi territori se il governo delle Indie orientali olandesi ne avesse sentito il bisogno. I Paesi Bassi potrebbero quindi giustificare una rivendicazione sull'area della Nuova Guinea. Il 141º meridiano fu fissato come confine orientale, e nel 1898 il governatorato procedette alla creazione di posti amministrativi a Fakfak e Manokwari, e nel 1902 a Merauke. Ciò è accaduto principalmente a causa dell'espansione territoriale degli inglesi e dei tedeschi a est; volevano impedire a Gran Bretagna e Germania di spostare il confine troppo a ovest. Questo ha diviso in due l'isola della Nuova Guinea.
Nel 1824 gli olandesi, infatti, ansiosi di consolidare il proprio impero delle Indie orientali, avevano formalizzato le loro richieste di sovranità sulla parte occidentale dell'isola, seguiti dalla Prussia che diventata Impero tedesco, si impossessò nel 1884 della zona nordorientale, chiamata Kaiser Wilhelms Land (Terra dell'imperatore Guglielmo). Il quadro si completò alcuni giorni dopo, quando anche il Regno Unito acconsentì nel 1884 ad un protettorato nella regione sudorientale, sotto pressione della colonia del Queensland, annettendola poi quattro anni più tardi. Nel 1902 la Nuova Guinea britannica, diventata nel frattempo "Territorio della Papuasia", e colonia britannica dal 1888, venne ceduta all'Australia, che aveva da poco ottenuto una discreta autonomia in seno all'Impero britannico. Questa cessione è confermata dal Papua Act 1905 che entra in vigore nel 1906. Allo scoppio della prima guerra mondiale gli Australiani si assicurarono prontamente il quartier generale tedesco di Rabaul e in seguito si impossessarono anche della Kaiser Wilhelms Land.
Nel 1920 la Società delle Nazioni affidò ufficialmente in mandato all'Australia il territorio già appartenuto alla Germania. Durante la seconda guerra mondiale le isole settentrionali e gran parte della costa del nord caddero sotto il controllo dei Giapponesi, che proseguirono la loro avanzata verso sud, fino a quando vennero bloccati dalle forze alleate. Nel 1945 gran parte del territorio sottratto venne riconquistato, ma i giapponesi mantennero saldamente le loro posizioni in Nuova Irlanda e in particolare a Rabaul, in Nuova Britannia, dove scavarono 500 km di gallerie; queste ultime roccaforti si arresero solo alla fine della guerra.
(Ci sono anche alcuni casi, mai confermati ufficialmente, di militari giapponesi rimasti abbandonati sull'isola che continuarono a combattere indipendentemente anche per molti anni dopo la guerra.) 
Dopo il conflitto la parte sudorientale della Nuova Guinea fu restituita all'Australia e diventò il Territorio di Papua e Nuova Guinea, mentre la parte nordorientale fu sempre affidata all'Australia, ma come amministrazione fiduciaria dell'ONU.
Quando nel 1949 l'Indonesia ottenne l'indipendenza dai Paesi Bassi, la metà occidentale dell'isola rimase colonia olandese in vista della costituzione di uno Stato indipendente di Nuova Guinea Occidentale. Nel 1962 l'Olanda concesse l'indipendenza, ma a causa della minaccia di invasione da parte dell'Indonesia, e dell'inizio delle operazioni da parte di reparti indonesiani nell'isola, il territorio fu posto "salomonicamente" sotto amministrazione diretta dell'ONU. L'anno successivo, a seguito di una procedura referendaria svolta non sotto il controllo ONU, come previsto, ma sotto il diretto controllo indonesiano, la Nuova Guinea occidentale fu annessa dall'Indonesia, di cui si formano le provincie della Papua e della Papua Occidentale.
La metà orientale ottenne l'autogoverno nel 1973 e la piena indipendenza nel 1975, con il nome di Papua Nuova Guinea.
Nella Nuova Guinea occidentale, annessa all'Indonesia, operano (nel completo disinteresse dell'ONU) movimenti indipendentisti, mentre, nel corso dei decenni successivi all'invasione indonesiana, parte della popolazione si è trasferita nella parte orientale dell'isola.

## Etnologia

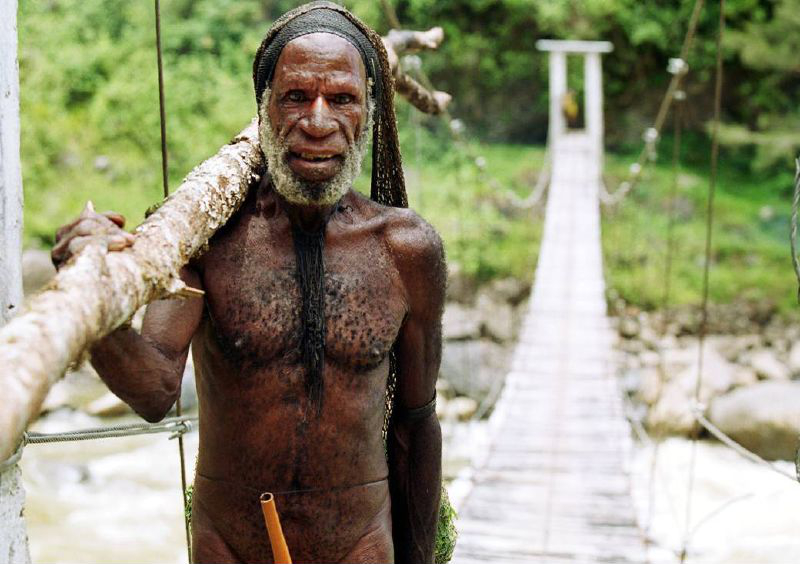
Uomo della tribù Yali nella valle di Papua.

In Nuova Guinea esistono centinaia di gruppi etnici indigeni: il più numeroso è rappresentato dai papuani, i cui antenati giunsero in Nuova Guinea decine di migliaia di anni fa. La restante parte della popolazione è composta da austronesiani, i cui antenati giunsero nella regione meno di 4 000 anni fa. Vi sono, infine, consistenti minoranze di cinesi, europei, australiani, filippini, indiani e cingalesi. La popolazione è prevalentemente rurale e giovane: l'84% degli abitanti abita nelle campagne e il 40% ha meno di quindici anni. Vi è inoltre il più alto numero al mondo di lingue parlate e ogni abitante ne parla fluentemente almeno cinque.

## Arte
Una delle forme artistiche più diffuse è la scultura del legno, i cui pali talvolta colorati raggiungono anche i dieci metri di altezza e raffigurano volti umani. Frequenti anche i poggiatesta e immancabili le piroghe lunghe anche trenta metri a forma di coccodrillo. Si producono anche tavolette che raffigurano gli antenati. Lungo il fiume Sepik si realizzano maschere e flauti sacri e soprattutto le case collettive, ossia "case cerimoniali" poste al centro del villaggio contenenti crani dipinti degli antenati e di nemici. Altre tipiche opere d'arte sono gli "sgabelli da oratore" con schienale a figura umana e gli "uncini per crani". L'area del lago Sentani si distingue per i tamburi cerimoniali e per le decorazioni su tapa; nella Baia dell'Astrolabio si producono statuette e maschere dai colori vivaci che incarnano gli spiriti degli antenati. Il popolo Yimam si caratterizza per la realizzazione di un oggetto atto alla decorazione delle case e come portafortuna nelle spedizioni di caccia e che si rifà alla divinità Yipwon.

## Città

In verde la Nuova Guinea Occidentale amministrata dall'Indonesia (province di Papua e Papua Occidentale), in giallo lo stato indipendente di Papua Nuova Guinea

### Nuova Guinea Occidentale, Indonesia
- Agats
- Babo
- Bade
- Barma
- Bawe
- Demta
- Enarotali
- Fakfak
- Genyem
- Inanwantan
- Jayapura
- Kaimana
- Kamena
- Kansyat
- Kepi
- Klamono
- Kokas
- Kokonau
- Lobo
- Manokwari
- Mapi
- Merauke
- Muting
- Nabire
- Okaba
- Ransiki
- Sarmi
- Sorong
- Wanapiri
- Waren
- Wasior

### Papua Nuova Guinea
- Abau
- Aitape
- Alotau
- Ambunti
- Angoram
- Balimo
- Bogia
- Bulolo
- Dumpu
- Goroka
- Kainantu
- Kerema
- Kikori
- Kiunga
- Kupiano
- Lae
- Laiagam
- Lake Murray
- Lumi
- Madang
- Maprik
- Mendi
- Morehead
- Morobe
- Mount Hagen
- Nomad
- Popondetta
- Port Moresby (Konedobu)
- Saidor
- Sissano
- Sogeri
- Tapini
- Telefomin
- Tufi
- Vanimo
- Wewak